# Rio Ganhamoroba
O rio Ganhamoroba é um rio brasileiro que banha o estado de Sergipe.
É um dos principais afluentes do rio Sergipe, pela margem esquerda.
O rio banha a cidade de Maruim, localizada a 30Km da capital sergipana, Aracaju.